# Pelican Rapids
Pelican Rapids – miasto w Stanach Zjednoczonych, w stanie Minnesota, w hrabstwie Otter Tail.